# Chiavenna
Chiavenna es una localidad y comune italiana de la provincia de Sondrio, región de Lombardía, con 7306 habitantes.

## Evolución demográfica
| Gráfica de evolución demográfica de Chiavenna entre 1861 y 2001 |
|                                                                 |
| Fuente ISTAT - elaboración gráfica de Wikipedia                 |

## Personalidades
- Pedro, conde de Salis (1738-1807), popular gobernador entre 1771-1773 y 1781-1783.
- Clyde Gerry Gerónimi (1901-1989), director de cine de animación reconocido por su trabajos con Walt Disney (La Cenicienta, Alicia en el país de las maravillas, Peter Pan, La bella durmiente, La dama y el vagabundo y 101 dálmatas).
- Francesco Mitta (1662-1721), arquitecto emigrado a Germania hacia el 1690.[4] Una calle de Chiavenna lleva su nombre.
- Saverio Ritter (1884-1951), arzobispo italiano, internuncio apostólico en Checoslovaquia, y oficial de la Secretaría de Estado de la Santa Sede.
- Maurizio Quadrio (1800-1876), publicista y patriota italiano, de ideología mazziniana y antimonárquica.
- Giovanni Bertacchi (1869-1942), crítico literario y poeta, de inspiración pascoliana.
- Ugo Cerletti (1877-1963), neurólogo y psiquiatra nacido en Conegliano pero criado en Chiavenna. Creador de la terapia electroconvulsiva, utilizada para la cura de algunas enfermedades mentales.
- Antonio Agustoni, ingeniero, director de la Società Elettrica Ferroviaria dell'Alto Milanese y del ente de desarrollo portuario de Venecia.
- Athos Valsecchi (1919-1985), político de la Democracia Cristiana. Fue síndico de Chiavenna (1951-1956 y 1964-1970) y ministro de Finanzas, Agricultura, Sanidad, Correos y Telecomunicaciones.
- Virgilio Levi (1929-2002) vicedirector de L’Osservatore Romano (medio de comunicación oficial del Vaticano) y protonotario apostólico de la Basílica del Panteón (de Roma).